# مرحلة المجموعات في دوري أبطال أوروبا 2017–18

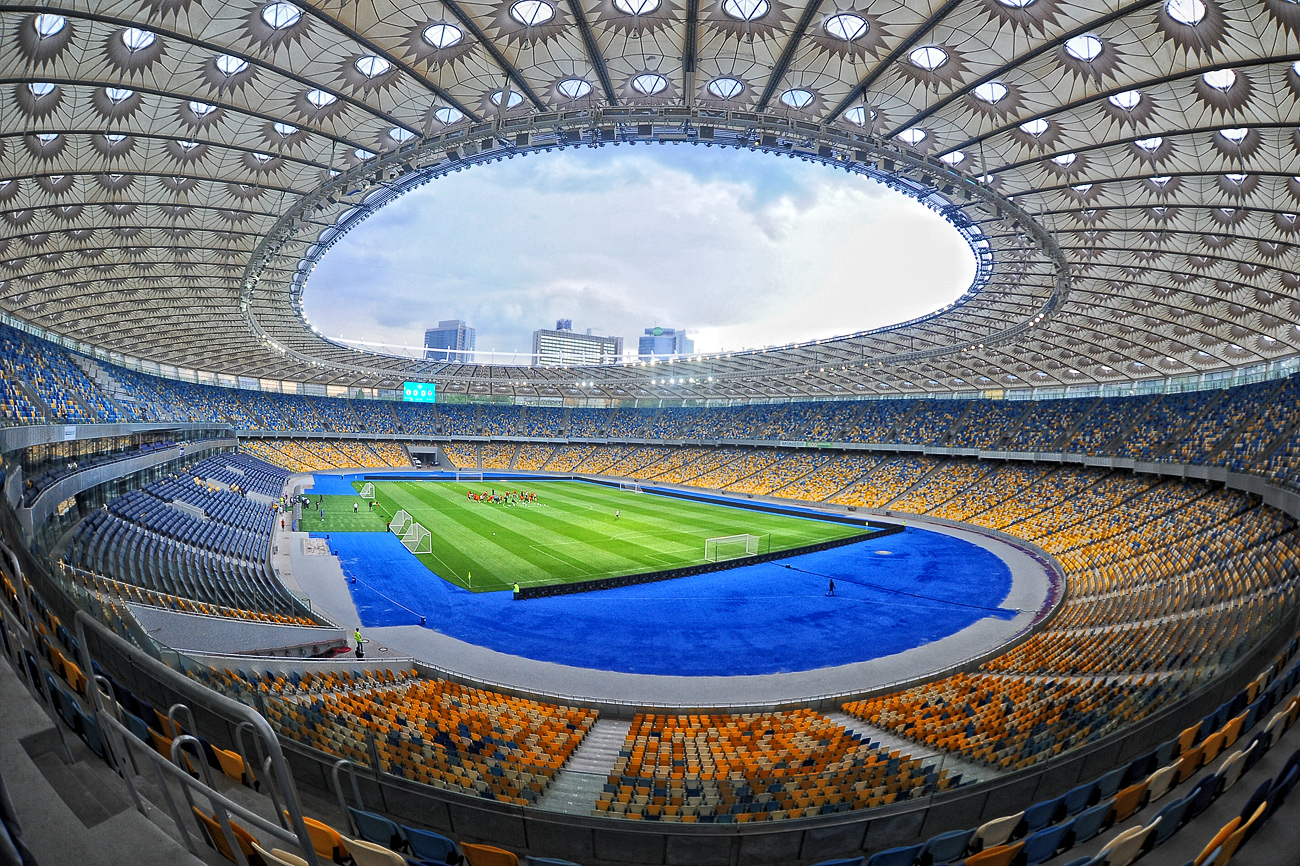

لعبت مرحلة المجموعات في دوري أبطال أوروبا 2017–18 في الفترة من 12 سبتمبر إلى غاية 6 ديسمبر 2017، بمشاركة 32 ناديا أوروبيا تأهل منهم 16 ناديا إلى مرحلة خروج المغلوب من دوري أبطال أوروبا 2017–18.

## القرعة
أقيمت قرعة مرحلة المجموعات في 24 أغسطس 2017 في موناكو على الساعة السادسة مساء بتوقيت وسط أوروبا الصيفي.
الأندية الـ32 المشاركة تم تقسيمها على 8 مجموعات متساوية من 4 أندية، مع الأخد بعين الاعتبار تفادي وقوع ناديين أو أكثر من نفس الاتحاد في مجموعة واحدة.
الأندية المشاركة (حسب تصنيف اليويفا للأندية) مرتبة حسب مستويات التصينف. 22 نادي تأهلوا مباشرة إلى مرحلة المجموعات، وعشرة أندية تأهلت عن طريق الأدوار التأهيلية.

## الأندية
توزيع وتصينف الويفا للأندية حسب التالي:
| مفاتيح الألوان                                                    |
| ----------------------------------------------------------------- |
| متصدر ووصيف كل مجموعة تقدمت إلى دور الـ16                         |
| الأندية ذات المركز الثالث انتقلت إلى دور الـ32 من الدوري الأوروبي |

| النادي           | معامل   |
| ---------------- | ------- |
| ريال مدريد[ح.ل.] | 176.999 |
| بايرن ميونخ      | 154.899 |
| تشيلسي           | 106.192 |
| يوفنتوس          | 140.666 |
| بنفيكا           | 111.866 |
| موناكو           | 62.333  |
| سبارتاك موسكو    | 18.606  |
| شاختار دونيتسك   | 87.526  |

| النادي           | معامل   |
| ---------------- | ------- |
| برشلونة          | 151.999 |
| أتلتيكو مدريد    | 142.999 |
| باريس سان جيرمان | 126.333 |
| بروسيا دورتموند  | 124.899 |
| إشبيلية[م.ف.أ]   | 112.999 |
| مانشستر سيتي     | 100.192 |
| نادي بورتو       | 98.866  |
| مانشستر يونايتد  | 95.192  |

| النادي         | معامل  |
| -------------- | ------ |
| نابولي[LR]     | 88.666 |
| توتنهام        | 77.192 |
| بازل           | 74.415 |
| أولمبياكوس[CR] | 64.580 |
| آندرلخت        | 58.480 |
| ليفربول[م.ف.د] | 56.192 |
| روما           | 53.666 |
| بشيكتاش        | 45.840 |

| النادي             | معامل  |
| ------------------ | ------ |
| سلتيك[CR]          | 42.785 |
| سيسكا موسكو[LR]    | 39.606 |
| سبورتنغ لشبونة[LR] | 36.866 |
| نادي أبويل[CR]     | 26.210 |
| فاينورد            | 23.212 |
| ماريبور[CR]        | 21.125 |
| قره باغ[CR]        | 18.050 |
| لايبزيغ            | 15.899 |

ملاحظات
1. ح.ل. حامل اللقب يوضع مباشرة في مقدمة الترتيب
2. م.ف.أ. الفائز في المباراة الفاصلة (مسار الأبطال).
3. م.ف.د. الفائز في المباراة الفاصلة (مسار الدوري).

## النظام
في مرحلة المجموعات، تنافست الفرق حسب دورة روبن من مباريات ذهاب وإياب. تأهلت الفرق المتصدرة والوصيفة من كل مجموعة لدور الـ16 فيما انتقلت الفرق ذات المركز الثالث إلى دور الـ32 في الدوري الأوروبي.

### معايير كسر التعادل
الفرق مرتبة حسب النقاط (3 نقاط للفوز، نقطة واحدة للتعادل، 0 نقاط للخسارة). إذا اثنين أو أكثر من الفرق متساوين في النقاط عند الانتهاء من مباريات المجموعة، تطبق المعايير التالية بالترتيب المعطى لتحديد الترتيب (اللوائح المادة 17.01):
1. أعلى عدد من النقاط تم الحصول عليها في مباريات المجموعة التي لعبت بين الفرق المعنية؛
2. أفضل فارق أهداف من مباريات المجموعة بين الفرق المعنية؛
3. أعلى عدد من الأهداف المسجلة في مباريات المجموعة التي لعبت بين الفرق المعنية؛
4. أعلى عدد من الأهداف المسجلة خارج الديار في مباريات المجموعة التي لعبت بين الفرق المعنية؛
5. إذا كانت، بعد تطبيق المعايير 1 إلى 4، الفرق لا تزال لديها ترتيب متساوي، يعاد تطبيق المعايير 1 إلى 4 حصراً للمباريات بين الفرق المعنية لتحديد الترتيب النهائي. إذا كان هذا الإجراء لا يؤدي إلى القرار، تطبق المعايير 6 إلى 12؛
6. أفضل فارق أهداف في جميع مباريات المجموعة؛
7. أعلى عدد من الأهداف المسجلة في جميع مباريات المجموعة؛
8. أعلى عدد من الأهداف الخارجية المسجلة في جميع مباريات المجموعة؛
9. أعلى عدد من الانتصارات في جميع مباريات المجموعة؛
10. أعلى عدد من الانتصارات الخارجية في جميع مباريات المجموعة؛
11. أقل مجموع من النقاط التأديبية استناداً فقط على البطاقات الصفراء والحمراء التي تم تلقيها في جميع مباريات المجموعة (بطاقة حمراء = 3 نقاط، بطاقة صفراء = نقطة واحدة، طرد لإنذارين في مباراة واحدة = 3 نقاط)؛
12. أعلى عامل للأندية.

## المجموعات
- توقيت المباريات في الجولات 1—3 حسب توقيت وسط أوروبا الصيفي (ت ع م+02:00)
- توقيت المباريات في الجولات 4—6 حسب توقيت وسط أوروبا (ت ع م+01:00)

### المجموعة أ
| م | الفريق          | لعب | ف | ت | خ | أ.له | أ.ع | أ.ف | نقاط | التأهل                      |
| - | --------------- | --- | - | - | - | ---- | --- | --- | ---- | --------------------------- |
| 1 | مانشستر يونايتد | 6   | 5 | 0 | 1 | 12   | 3   | +9  | 15   | تقدم إلى مرحلة خروج المغلوب |
| 2 | بازل            | 6   | 4 | 0 | 2 | 11   | 5   | +6  | 12   | تقدم إلى مرحلة خروج المغلوب |
| 3 | سيسكا موسكو     | 6   | 3 | 0 | 3 | 8    | 10  | −2  | 9    | انتقل إلى الدوري الأوروبي   |
| 4 | بنفيكا          | 6   | 0 | 0 | 6 | 1    | 14  | −13 | 0    |                             |

| بنفيكا           | 1–2   | سيسكا موسكو                              |
| ---------------- | ----- | ---------------------------------------- |
| - سيفيروفيتش 50' | تقرير | - فيتينيو 63' (ركلة.) - جاماليتدينوف 71' |

| مانشستر يونايتد                          | 3–0   | بازل |
| ---------------------------------------- | ----- | ---- |
| - فيلايني 35' - لوكاكو 53' - راشفورد 84' | تقرير |      |

| بازل                                                                    | 5–0   | بنفيكا |
| ----------------------------------------------------------------------- | ----- | ------ |
| - لانغ 2' - أوبرلين 20'، 69' - فان فولفسفينكل 59' (ركلة.) - ريفيروس 76' | تقرير |        |

| سيسكا موسكو    | 1–4   | مانشستر يونايتد                                        |
| -------------- | ----- | ------------------------------------------------------ |
| - كوتشاييف 90' | تقرير | - لوكاكو 4'، 26' - مارسيال 18' (ركلة.) - مخيتاريان 57' |

| سيسكا موسكو | 0–2   | بازل                     |
| ----------- | ----- | ------------------------ |
|             | تقرير | - جاكا 29' - أوبرلين 90' |

| بنفيكا | 0–1   | مانشستر يونايتد |
| ------ | ----- | --------------- |
|        | تقرير | - راشفورد 64'   |

| بازل       | 1–2   | سيسكا موسكو                  |
| ---------- | ----- | ---------------------------- |
| - زوفي 32' | تقرير | - دزاغويف 65' - فيرنبلوم 79' |

| مانشستر يونايتد                         | 2–0   | بنفيكا |
| --------------------------------------- | ----- | ------ |
| - سفيلار 45' (ه.ذ.) - بليند 78' (ركلة.) | تقرير |        |

| سيسكا موسكو                       | 2–0   | بنفيكا |
| --------------------------------- | ----- | ------ |
| - شينيكوف 13' - جارديل 56' (ه.ذ.) | تقرير |        |

| بازل       | 1–0   | مانشستر يونايتد |
| ---------- | ----- | --------------- |
| - لانغ 89' | تقرير |                 |

| بنفيكا | 0–2   | بازل                       |
| ------ | ----- | -------------------------- |
|        | تقرير | - اليونسي 5' - أوبرلين 65' |

| مانشستر يونايتد            | 2–1   | سيسكا موسكو   |
| -------------------------- | ----- | ------------- |
| - لوكاكو 64' - راشفورد 66' | تقرير | - فيتينيو 45' |

### المجموعة ب
| م | الفريق           | لعب | ف | ت | خ | أ.له | أ.ع | أ.ف | نقاط | التأهل                      |
| - | ---------------- | --- | - | - | - | ---- | --- | --- | ---- | --------------------------- |
| 1 | باريس سان جيرمان | 6   | 5 | 0 | 1 | 25   | 4   | +21 | 15   | تقدم إلى مرحلة خروج المغلوب |
| 2 | بايرن ميونخ      | 6   | 5 | 0 | 1 | 13   | 6   | +7  | 15   | تقدم إلى مرحلة خروج المغلوب |
| 3 | سلتيك            | 6   | 1 | 0 | 5 | 5    | 18  | −13 | 3    | انتقل إلى الدوري الأوروبي   |
| 4 | أندرلخت          | 6   | 1 | 0 | 5 | 2    | 17  | −15 | 3    |                             |

| بايرن ميونخ                                           | 3–0   | أندرلخت |
| ----------------------------------------------------- | ----- | ------- |
| - ليفاندوفسكي 12' (ركلة.) - ألكانتارا 65' - كيميش 90' | تقرير |         |

| سلتيك | 0–5   | باريس سان جيرمان                                                      |
| ----- | ----- | --------------------------------------------------------------------- |
|       | تقرير | - نيمار 19' - مبابي 34' - كافاني 40' (ركلة.)، 85' - لوستيغ 83' (ه.ذ.) |

| باريس سان جيرمان                    | 3–0   | بايرن ميونخ |
| ----------------------------------- | ----- | ----------- |
| - ألفيس 2' - كافاني 31' - نيمار 63' | تقرير |             |

| أندرلخت | 0–3   | سلتيك                                      |
| ------- | ----- | ------------------------------------------ |
|         | تقرير | - غريفيثس 38' - روبرتس 50' - سينكلير 90+3' |

| أندرلخت | 0–4   | باريس سان جيرمان                                   |
| ------- | ----- | -------------------------------------------------- |
|         | تقرير | - مبابي 3' - كافاني 44' - نيمار 66' - دي ماريا 88' |

| بايرن ميونخ                        | 3–0   | سلتيك |
| ---------------------------------- | ----- | ----- |
| - مولر 17' - كيميش 29' - هوملز 51' | تقرير |       |

| باريس سان جيرمان                                   | 5–0   | أندرلخت |
| -------------------------------------------------- | ----- | ------- |
| - فيراتي 30' - نيمار 45+4' - كورزاوا 52'، 72'، 78' | تقرير |         |

| سلتيك           | 1–2   | بايرن ميونخ                |
| --------------- | ----- | -------------------------- |
| - ماكغريغور 74' | تقرير | - كومان 22' - مارتينيز 77' |

| أندرلخت    | 1–2   | بايرن ميونخ                    |
| ---------- | ----- | ------------------------------ |
| - هاني 63' | تقرير | - ليفاندوفسكي 51' - توليسو 77' |

| باريس سان جيرمان                                                            | 7–1   | سلتيك        |
| --------------------------------------------------------------------------- | ----- | ------------ |
| - نيمار 9'، 22' - كافاني 28'، 79' - مبابي 35' - فيراتي 75' - داني ألفيس 80' | تقرير | - ديمبيلي 1' |

| بايرن ميونخ                        | 3–1   | باريس سان جيرمان |
| ---------------------------------- | ----- | ---------------- |
| - ليفاندوفسكي 8' - توليسو 37'، 69' | تقرير | - مبابي 50'      |

| سلتيك | 0–1   | أندرلخت                 |
| ----- | ----- | ----------------------- |
|       | تقرير | - شيمونوفيتش 62' (ه.ذ.) |

### المجموعة ج
| م | الفريق        | لعب | ف | ت | خ | أ.له | أ.ع | أ.ف | نقاط | التأهل                      |
| - | ------------- | --- | - | - | - | ---- | --- | --- | ---- | --------------------------- |
| 1 | روما          | 6   | 3 | 2 | 1 | 9    | 6   | +3  | 11   | تقدم إلى مرحلة خروج المغلوب |
| 2 | تشيلسي        | 6   | 3 | 2 | 1 | 16   | 8   | +8  | 11   | تقدم إلى مرحلة خروج المغلوب |
| 3 | أتلتيكو مدريد | 6   | 1 | 4 | 1 | 5    | 4   | +1  | 7    | انتقل إلى الدوري الأوروبي   |
| 4 | قره باغ       | 6   | 0 | 2 | 4 | 2    | 14  | −12 | 2    |                             |

| تشيلسي                                                                                           | 6–0   | قره باغ |
| ------------------------------------------------------------------------------------------------ | ----- | ------- |
| - بيدرو 5' - زاباكوستا 30' - أزبيليكويتا 55' - باكايوكو 71' - باتشوايي 76' - ميدفيديف 82' (ه.ذ.) | تقرير |         |

| روما | 0–0   | أتلتيكو مدريد |
| ---- | ----- | ------------- |
|      | تقرير |               |

| قره باغ            | 1–2   | روما                     |
| ------------------ | ----- | ------------------------ |
| - بيدرو هنريكي 28' | تقرير | - مانولاس 7' - دجيكو 15' |

| أتلتيكو مدريد         | 1–2   | تشيلسي                        |
| --------------------- | ----- | ----------------------------- |
| - غريزمان 40' (ركلة.) | تقرير | - موراتا 59' - باتشوايي 90+4' |

| قره باغ | 0–0   | أتلتيكو مدريد |
| ------- | ----- | ------------- |
|         | تقرير |               |

| تشيلسي                            | 3–3   | روما                           |
| --------------------------------- | ----- | ------------------------------ |
| - دافيد لويز 11' - هازار 37'، 75' | تقرير | - كولاروف 40' - دجيكو 64'، 70' |

| أتلتيكو مدريد | 1–1   | قره باغ     |
| ------------- | ----- | ----------- |
| - بارتي 56'   | تقرير | - ميشيل 40' |

| روما                            | 3–0   | تشيلسي |
| ------------------------------- | ----- | ------ |
| - الشعراوي 1'، 36' - بيروتي 63' | تقرير |        |

| قره باغ | 0–4   | تشيلسي                                                       |
| ------- | ----- | ------------------------------------------------------------ |
|         | تقرير | - هازار 21' (ركلة.) - ويليان 36'، 85' - فابريغاس 73' (ركلة.) |

| أتلتيكو مدريد              | 2–0   | روما |
| -------------------------- | ----- | ---- |
| - غريزمان 69' - غاميرو 85' | تقرير |      |

| تشيلسي              | 1–1   | أتلتيكو مدريد |
| ------------------- | ----- | ------------- |
| - سافيتش 75' (ه.ذ.) | تقرير | - ساؤول 56'   |

| روما         | 1–0   | قره باغ |
| ------------ | ----- | ------- |
| - بيروتي 53' | تقرير |         |

### المجموعة د
| م | الفريق          | لعب | ف | ت | خ | أ.له | أ.ع | أ.ف | نقاط | التأهل                      |
| - | --------------- | --- | - | - | - | ---- | --- | --- | ---- | --------------------------- |
| 1 | برشلونة         | 6   | 4 | 2 | 0 | 9    | 1   | +8  | 14   | تقدم إلى مرحلة خروج المغلوب |
| 2 | يوفنتوس         | 6   | 3 | 2 | 1 | 7    | 5   | +2  | 11   | تقدم إلى مرحلة خروج المغلوب |
| 3 | سبورتينغ لشبونة | 6   | 2 | 1 | 3 | 8    | 9   | −1  | 7    | انتقل إلى الدوري الأوروبي   |
| 4 | أولمبياكوس      | 6   | 0 | 1 | 5 | 4    | 13  | −9  | 1    |                             |

| برشلونة                        | 3–0   | يوفنتوس |
| ------------------------------ | ----- | ------- |
| - ميسي 45'، 69' - راكيتيتش 56' | تقرير |         |

| أولمبياكوس         | 2–3   | سبورتينغ لشبونة                             |
| ------------------ | ----- | ------------------------------------------- |
| - باردو 89'، 90+3' | تقرير | - دومبيا 2' - جيلسون مـ. 13' - فرنانديز 43' |

| سبورتينغ لشبونة | 0–1   | برشلونة             |
| --------------- | ----- | ------------------- |
|                 | تقرير | - كواتيس 49' (ه.ذ.) |

| يوفنتوس                        | 2–0   | أولمبياكوس |
| ------------------------------ | ----- | ---------- |
| - هيغواين 69' - ماندجوكيتش 80' | تقرير |            |

| يوفنتوس                        | 2–1   | سبورتينغ لشبونة           |
| ------------------------------ | ----- | ------------------------- |
| - بيانيتش 29' - ماندجوكيتش 84' | تقرير | - أليكس ساندرو 12' (ه.ذ.) |

| برشلونة                                      | 3–1   | أولمبياكوس    |
| -------------------------------------------- | ----- | ------------- |
| - نيكولاو 18' (ه.ذ.) - ميسي 61' - دينييه 64' | تقرير | - نيكولاو 90' |

| سبورتينغ لشبونة   | 1–1   | يوفنتوس       |
| ----------------- | ----- | ------------- |
| - برونو سيزار 20' | تقرير | - هيغواين 79' |

| أولمبياكوس | 0–0   | برشلونة |
| ---------- | ----- | ------- |
|            | تقرير |         |

| يوفنتوس | 0–0   | برشلونة |
| ------- | ----- | ------- |
|         | تقرير |         |

| سبورتينغ لشبونة                   | 3–1   | أولمبياكوس           |
| --------------------------------- | ----- | -------------------- |
| - دوست 40'، 66' - برونو سيزار 43' | تقرير | - أودجيدجا-أوفوي 86' |

| برشلونة                            | 2–0   | سبورتينغ لشبونة |
| ---------------------------------- | ----- | --------------- |
| - ألكاسير 59' - ماثيو 90+1' (ه.ذ.) | تقرير |                 |

| أولمبياكوس | 0–2   | يوفنتوس                          |
| ---------- | ----- | -------------------------------- |
|            | تقرير | - كوادرادو 15' - بيرنارديسكي 90' |

### المجموعة ر
| م | الفريق        | لعب | ف | ت | خ | أ.له | أ.ع | أ.ف | نقاط | التأهل                      |
| - | ------------- | --- | - | - | - | ---- | --- | --- | ---- | --------------------------- |
| 1 | ليفربول       | 6   | 3 | 3 | 0 | 23   | 6   | +17 | 12   | تقدم إلى مرحلة خروج المغلوب |
| 2 | إشبيلية       | 6   | 2 | 3 | 1 | 12   | 12  | 0   | 9    | تقدم إلى مرحلة خروج المغلوب |
| 3 | سبارتاك موسكو | 6   | 1 | 3 | 2 | 9    | 13  | −4  | 6    | انتقل إلى الدوري الأوروبي   |
| 4 | ماريبور       | 6   | 0 | 3 | 3 | 3    | 16  | −13 | 3    |                             |

| ماريبور     | 1–1   | سبارتاك موسكو |
| ----------- | ----- | ------------- |
| - بوهار 85' | تقرير | - ساميدوف 59' |

| ليفربول                  | 2–2   | إشبيلية                 |
| ------------------------ | ----- | ----------------------- |
| - فيرمينو 21' - صلاح 37' | تقرير | - بن يدر 5' - كوريا 72' |

| إشبيلية                        | 3–0   | ماريبور |
| ------------------------------ | ----- | ------- |
| - بن يدر 27'، 38'، 83' (ركلة.) | تقرير |         |

| سبارتاك موسكو | 1–1   | ليفربول       |
| ------------- | ----- | ------------- |
| - فرناندو 23' | تقرير | - كوتينيو 31' |

| سبارتاك موسكو                                                 | 5–1   | إشبيلية    |
| ------------------------------------------------------------- | ----- | ---------- |
| - برومس 18'، 90' - ميلغاريخو 58' - غلوشاكوف 67' - أدريانو 74' | تقرير | - كيير 30' |

| ماريبور | 0–7   | ليفربول                                                                                       |
| ------- | ----- | --------------------------------------------------------------------------------------------- |
|         | تقرير | - فيرمينو 4'، 54' - كوتينيو 13' - صلاح 19'، 40' - أوكسلاد-تشامبرلين 86' - ألكساندر-أرنولد 90' |

| إشبيلية                    | 2–1   | سبارتاك موسكو |
| -------------------------- | ----- | ------------- |
| - لينغليه 30' - بانيغا 59' | تقرير | - زي لويس 78' |

| ليفربول                            | 3–0   | ماريبور |
| ---------------------------------- | ----- | ------- |
| - صلاح 49' - جان 64' - ستوريدج 90' | تقرير |         |

| سبارتاك موسكو | 1–1   | ماريبور            |
| ------------- | ----- | ------------------ |
| - زي لويس 82' | تقرير | - ميشانوفيتش 90+3' |

| إشبيلية                                   | 3–3   | ليفربول                      |
| ----------------------------------------- | ----- | ---------------------------- |
| - بن يدر 51'، 60' (ركلة.) - بيتزارو 90+3' | تقرير | - فيرمينو 2'، 30' - ماني 22' |

| ماريبور              | 1–1   | إشبيلية     |
| -------------------- | ----- | ----------- |
| - ماركوس تافاريس 10' | تقرير | - غانسو 75' |

| ليفربول                                                                 | 7–0   | سبارتاك موسكو |
| ----------------------------------------------------------------------- | ----- | ------------- |
| - كوتينيو 4' (ركلة.)، 15'، 50' - فيرمينو 18' - ماني 47'، 76' - صلاح 86' | تقرير |               |

### المجموعة س
| م | الفريق         | لعب | ف | ت | خ | أ.له | أ.ع | أ.ف | نقاط | التأهل                      |
| - | -------------- | --- | - | - | - | ---- | --- | --- | ---- | --------------------------- |
| 1 | مانشستر سيتي   | 6   | 5 | 0 | 1 | 14   | 5   | +9  | 15   | تقدم إلى مرحلة خروج المغلوب |
| 2 | شاختار دونيتسك | 6   | 4 | 0 | 2 | 9    | 9   | 0   | 12   | تقدم إلى مرحلة خروج المغلوب |
| 3 | نابولي         | 6   | 2 | 0 | 4 | 11   | 11  | 0   | 6    | انتقل إلى الدوري الأوروبي   |
| 4 | فاينورد        | 6   | 1 | 0 | 5 | 5    | 14  | −9  | 3    |                             |

| فاينورد | 0–4   | مانشستر سيتي                                     |
| ------- | ----- | ------------------------------------------------ |
|         | تقرير | - ستونز 2'، 63' - أغويرو 10' - غابرييل جيسوس 25' |

| شاختار دونيتسك            | 2–1   | نابولي              |
| ------------------------- | ----- | ------------------- |
| - تايسون 15' - فيريرا 58' | تقرير | - ميليك 71' (ركلة.) |

| نابولي                                  | 3–1   | فاينورد        |
| --------------------------------------- | ----- | -------------- |
| - إينسيني 7' - ميرتنز 49' - كاييخون 70' | تقرير | - أمرابط 90+3' |

| مانشستر سيتي                  | 2–0   | شاختار دونيتسك |
| ----------------------------- | ----- | -------------- |
| - دي بروين 48' - ستيرلينغ 90' | تقرير |                |

| مانشستر سيتي                      | 2–1   | نابولي                |
| --------------------------------- | ----- | --------------------- |
| - ستيرلينغ 9' - غابرييل جيسوس 13' | تقرير | - دياوارا 73' (ركلة.) |

| فاينورد      | 1–2   | شاختار دونيتسك    |
| ------------ | ----- | ----------------- |
| - بيرغويس 8' | تقرير | - برنارد 24'، 54' |

| نابولي                               | 2–4   | مانشستر سيتي                                             |
| ------------------------------------ | ----- | -------------------------------------------------------- |
| - إينسيني 21' - جورجينيو 62' (ركلة.) | تقرير | - أوتامندي 34' - ستونز 48' - أغويرو 69' - ستيرلينغ 90+2' |

| شاختار دونيتسك                 | 3–1   | فاينورد       |
| ------------------------------ | ----- | ------------- |
| - فيريرا 14' - مارلوس 17'، 68' | تقرير | - يورغنسن 12' |

| مانشستر سيتي   | 1–0   | فاينورد |
| -------------- | ----- | ------- |
| - ستيرلينغ 88' | تقرير |         |

| نابولي                                    | 3–0   | شاختار دونيتسك |
| ----------------------------------------- | ----- | -------------- |
| - إينسيني 56' - زيلينسكي 81' - ميرتنز 83' | تقرير |                |

| فاينورد                        | 2–1   | نابولي        |
| ------------------------------ | ----- | ------------- |
| - يورغنسن 33' - سان جوست 90+1' | تقرير | - زيلينسكي 2' |

| شاختار دونيتسك              | 2–1   | مانشستر سيتي           |
| --------------------------- | ----- | ---------------------- |
| - برنارد 26' - إيسمايلي 32' | تقرير | - أغويرو 90+2' (ركلة.) |

### المجموعة ص
| م | الفريق        | لعب | ف | ت | خ | أ.له | أ.ع | أ.ف | نقاط | التأهل                      |
| - | ------------- | --- | - | - | - | ---- | --- | --- | ---- | --------------------------- |
| 1 | بشكتاش        | 6   | 4 | 2 | 0 | 11   | 5   | +6  | 14   | تقدم إلى مرحلة خروج المغلوب |
| 2 | بورتو         | 6   | 3 | 1 | 2 | 15   | 10  | +5  | 10   | تقدم إلى مرحلة خروج المغلوب |
| 3 | آر بي لايبزيغ | 6   | 2 | 1 | 3 | 10   | 11  | −1  | 7    | انتقل إلى الدوري الأوروبي   |
| 4 | موناكو        | 6   | 0 | 2 | 4 | 6    | 16  | −10 | 2    |                             |

| آر بي لايبزيغ | 1–1   | موناكو         |
| ------------- | ----- | -------------- |
| - فوشبري 32'  | تقرير | - تيليمانس 34' |

| بورتو               | 1–3   | بشكتاش                               |
| ------------------- | ----- | ------------------------------------ |
| - توشيتش 21' (ه.ذ.) | تقرير | - تاليسكا 13' - توسون 28' - بابل 86' |

| بشكتاش                   | 2–0   | آر بي لايبزيغ |
| ------------------------ | ----- | ------------- |
| - بابل 11' - تاليسكا 43' | تقرير |               |

| موناكو | 0–3   | بورتو                         |
| ------ | ----- | ----------------------------- |
|        | تقرير | - أبوبكر 31'، 69' - لايون 89' |

| موناكو       | 1–2   | بشكتاش           |
| ------------ | ----- | ---------------- |
| - فالكاو 30' | تقرير | - توسون 34'، 55' |

| آر بي لايبزيغ                          | 3–2   | بورتو                      |
| -------------------------------------- | ----- | -------------------------- |
| - أوربان 8' - فوشبري 38' - أوغستين 41' | تقرير | - أبوبكر 18' - ماركانو 44' |

| بشكتاش              | 1–1   | موناكو        |
| ------------------- | ----- | ------------- |
| - توسون 54' (ركلة.) | تقرير | - لوبيس 45+1' |

| بورتو                                    | 3–1   | آر بي لايبزيغ |
| ---------------------------------------- | ----- | ------------- |
| - هيريرا 13' - دانيلو 61' - بيريرا 90+3' | تقرير | - فيرنر 48'   |

| بشكتاش        | 1–1   | بورتو        |
| ------------- | ----- | ------------ |
| - تاليسكا 41' | تقرير | - فيليبي 29' |

| موناكو       | 1–4   | آر بي لايبزيغ                                          |
| ------------ | ----- | ------------------------------------------------------ |
| - فالكاو 43' | تقرير | - جيمرسون 6' (ه.ذ.) - فيرنر 9'، 31' (ركلة.) - كيتا 45' |

| آر بي لايبزيغ | 1–2   | بشكتاش                              |
| ------------- | ----- | ----------------------------------- |
| - كيتا 87'    | تقرير | - نيغريدو 10' (ركلة.) - تاليسكا 90' |

| بورتو                                                           | 5–2   | موناكو                          |
| --------------------------------------------------------------- | ----- | ------------------------------- |
| - أبوبكر 9'، 33' - إبراهيمي 45' - أليكس تيليس 65' - تيكينيو 88' | تقرير | - غليك 61' (ركلة.) - فالكاو 78' |

### المجموعة ط
| م | الفريق           | لعب | ف | ت | خ | أ.له | أ.ع | أ.ف | نقاط | التأهل                      |
| - | ---------------- | --- | - | - | - | ---- | --- | --- | ---- | --------------------------- |
| 1 | توتنهام هوتسبير  | 6   | 5 | 1 | 0 | 15   | 4   | +11 | 16   | تقدم إلى مرحلة خروج المغلوب |
| 2 | ريال مدريد       | 6   | 4 | 1 | 1 | 17   | 7   | +10 | 13   | تقدم إلى مرحلة خروج المغلوب |
| 3 | بوروسيا دورتموند | 6   | 0 | 2 | 4 | 7    | 13  | −6  | 2    | انتقل إلى الدوري الأوروبي   |
| 4 | أبويل            | 6   | 0 | 2 | 4 | 2    | 17  | −15 | 2    |                             |

1. 1 2  النتائج المباشرة: أبويل 1–1 بوروسيا دورتموند، بوروسيا دورتموند 1–1 أبويل (تعادلوا في النتائج المباشرة، رتبوا حسب فارق الأهداف الكلي)

| ريال مدريد                             | 3–0   | أبويل |
| -------------------------------------- | ----- | ----- |
| - رونالدو 12'، 51' (ركلة.) - راموس 61' | تقرير |       |

| توتنهام هوتسبير                   | 3–1   | بوروسيا دورتموند |
| --------------------------------- | ----- | ---------------- |
| - سون هيونغ-مين 4' - كين 15'، 60' | تقرير | - يارمولينكو 11' |

| بوروسيا دورتموند | 1–3   | ريال مدريد                   |
| ---------------- | ----- | ---------------------------- |
| - أوباميانغ 54'  | تقرير | - بيل 18' - رونالدو 50'، 79' |

| أبويل | 0–3   | توتنهام هوتسبير     |
| ----- | ----- | ------------------- |
|       | تقرير | - كين 39'، 62'، 67' |

| أبويل      | 1–1   | بوروسيا دورتموند     |
| ---------- | ----- | -------------------- |
| - بوتي 62' | تقرير | - باباستاثوبولوس 67' |

| ريال مدريد            | 1–1   | توتنهام هوتسبير    |
| --------------------- | ----- | ------------------ |
| - رونالدو 43' (ركلة.) | تقرير | - فاران 28' (ه.ذ.) |

| بوروسيا دورتموند | 1–1   | أبويل      |
| ---------------- | ----- | ---------- |
| - غيريرو 29'     | تقرير | - بوتي 51' |

| توتنهام هوتسبير             | 3–1   | ريال مدريد    |
| --------------------------- | ----- | ------------- |
| - ألي 27'، 56' - إريكسن 65' | تقرير | - رونالدو 80' |

| أبويل | 0–6   | ريال مدريد                                                       |
| ----- | ----- | ---------------------------------------------------------------- |
|       | تقرير | - مودريتش 23' - بنزيما 39'، 45+1' - ناتشو 41' - رونالدو 49'، 54' |

| بوروسيا دورتموند | 1–2   | توتنهام هوتسبير               |
| ---------------- | ----- | ----------------------------- |
| - أوباميانغ 31'  | تقرير | - كين 49' - سون هيونغ-مين 76' |

| ريال مدريد                              | 3–2   | بوروسيا دورتموند     |
| --------------------------------------- | ----- | -------------------- |
| - مايورال 8' - رونالدو 12' - فاسكيز 81' | تقرير | - أوباميانغ 43'، 48' |

| توتنهام هوتسبير                               | 3–0   | أبويل |
| --------------------------------------------- | ----- | ----- |
| - يورينتي 20' - سون هيونغ-مين 37' - نكودو 80' | تقرير |       |

## وصلات خارجية
- دوري أبطال أوروبا (الموقع الرسمي)